# Ярушичи
Ярушичи (укр. Ярушичі) — село в Стрыйской городской общине Стрыйского района Львовской области Украины.
Население по переписи 2001 года составляло 245 человек. Занимает площадь 10,5 км². Почтовый индекс — 82440. Телефонный код — 3245.